# Edmund Bien
Edmund Bien (* 31. Mai 1927 in Ruppertsberg; † 25. Januar 2007 ebenda) war ein deutscher Fußballschiedsrichter.
Er wirkte ab 1952 über 20 Jahre lang bei etwa 500 Fußballspielen auf nationaler und internationaler Ebene als Schieds- und Linienrichter mit, darunter von 1963 bis 1972 auch bei zahlreichen Bundesligaspielen, wo er meist an der Linie stand. Zwischen 1967 und 1970 kam er auch 6 Mal als Schiedsrichter bei Bundesligabegegnungen zum Einsatz. Höhepunkte in seiner Karriere waren unter anderem seine Einsätze als Linienrichter bei den Europapokalspielen SSC Neapel – Odense BK und Aris Saloniki – Juventus Turin (beide 1966).
Nach seiner aktiven Laufbahn als Schiedsrichter war Bien noch 14 Jahre lang als Kreis-, anschließend zwölf Jahre lang als Bezirksschiedsrichterobmann tätig; des Weiteren auch viele Jahre als Schiedsrichter-Beobachter des Südwestdeutschen Fußballverbandes und des Regionalligaverbandes Südwest.
Neben seiner Tätigkeit im Sport war Bien auch in der Kommunalpolitik aktiv. Im Verbandsgemeinderat der 1972 gebildeten Verbandsgemeinde Deidesheim hatte er 27 Jahre lang (1972–1999) einen Sitz inne. Dabei fungierte er auch als 17 Jahre als Erster Beigeordneter (1972–1989), anschließend bis 1994 als Zweiter Beigeordneter. In seiner Heimatgemeinde Ruppertsberg war Bien 20 Jahre lang im Gemeinderat tätig.